# Třída Grom
Třída Grom byla třída torpédoborců polského námořnictva. Tvořily ji dvě jednotky postavené v letech 1935–1937 ve Velké Británii. Třída Grom představovala soudobou špičku ve své kategorii. Jednalo se o silně vyzbrojené a rychlé torpédoborce. Obě lodě krátce před německou invazí do Polska odpluly do Velké Británie a mohly se tak na straně Spojenců zapojit do druhé světové války. Zatímco ORP Grom byl potopen už v roce 1940 při norské kampani, ORP Błyskawica prošla intenzivní válečnou službou, na kterou navázaly více než dvě další dekády v polském lidovém námořnictvu. Błyskawica se dodnes dochovala jako muzejní loď.

## Stavba
Obě jednotky v letech 1935–1937 postavila britská loděnice James Samuel White & Co. Ltd.
Jednotky třídy Grom:
| Jméno          | Založení kýlu | Spuštěna          | Dokončení          | Status                                                |
| -------------- | ------------- | ----------------- | ------------------ | ----------------------------------------------------- |
| ORP Grom       | 1935          | 20. července 1936 | 11. května 1937    | potopen 4. května 1940 v Ofotfjordu německými letadly |
| ORP Błyskawica | 1935          | 1. října 1936     | 25. listopadu 1937 | muzejní loď                                           |

## Konstrukce

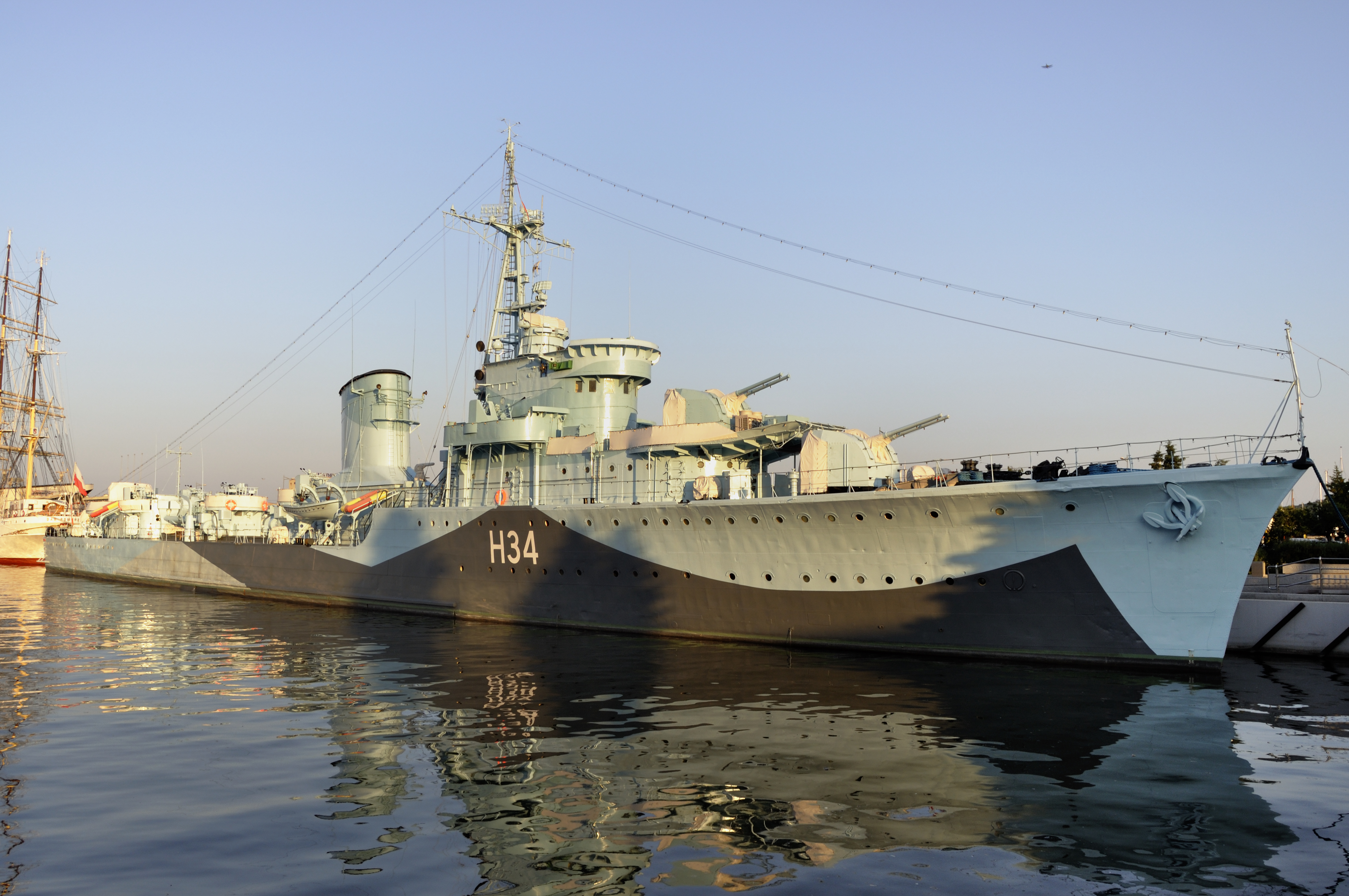
ORP Błyskawica

Hlavní výzbroj po dokončení lodě tvořilo sedm 120mm kanónů ve třech dvoudělových a jedné jednodělové věži. Protiletadlovou výzbroj pak tvořily čtyři 40mm kanóny Bofors a osm 13,2mm kulometů Hotchkiss. Loď dále nesla dva trojhlavňové 550mm torpédomety. Pohonný systém pro dva lodní šrouby se skládal ze dvou parních turbín Parsons a čtyř tříbubnových kotlů Admiralty vytápěných mazutem. Nejvyšší rychlost dosahovala 39 uzlů.